# Кусимото
Куси́мото (яп. 串本町 Кусимото-тё:) — посёлок в Японии, находящийся в уезде Хигасимуро префектуры Вакаяма. Площадь посёлка составляет 135,78 км², население — 17 025 человек (1 августа 2014), плотность населения — 125,39 чел./км².

## Географическое положение
Посёлок расположен на острове Хонсю в префектуре Вакаяма региона Кинки. С ним граничат посёлки Сусами, Кодзагава, Натикацуура.

## Население
Население посёлка составляет 17 025 человек (1 августа 2014), а плотность — 125,39 чел./км². Изменение численности населения с 1980 по 2005 годы:
| 1980 | 26 256 чел. |  |
| 1985 | 25 148 чел. |  |
| 1990 | 23 937 чел. |  |
| 1995 | 22 521 чел. |  |
| 2000 | 21 429 чел. |  |
| 2005 | 19 931 чел. |  |

## Символика
Деревом посёлка считается камелия, цветком — Ilex integra, птицей — Zosterops japonicus.